# Juan Daniel Fullaondo

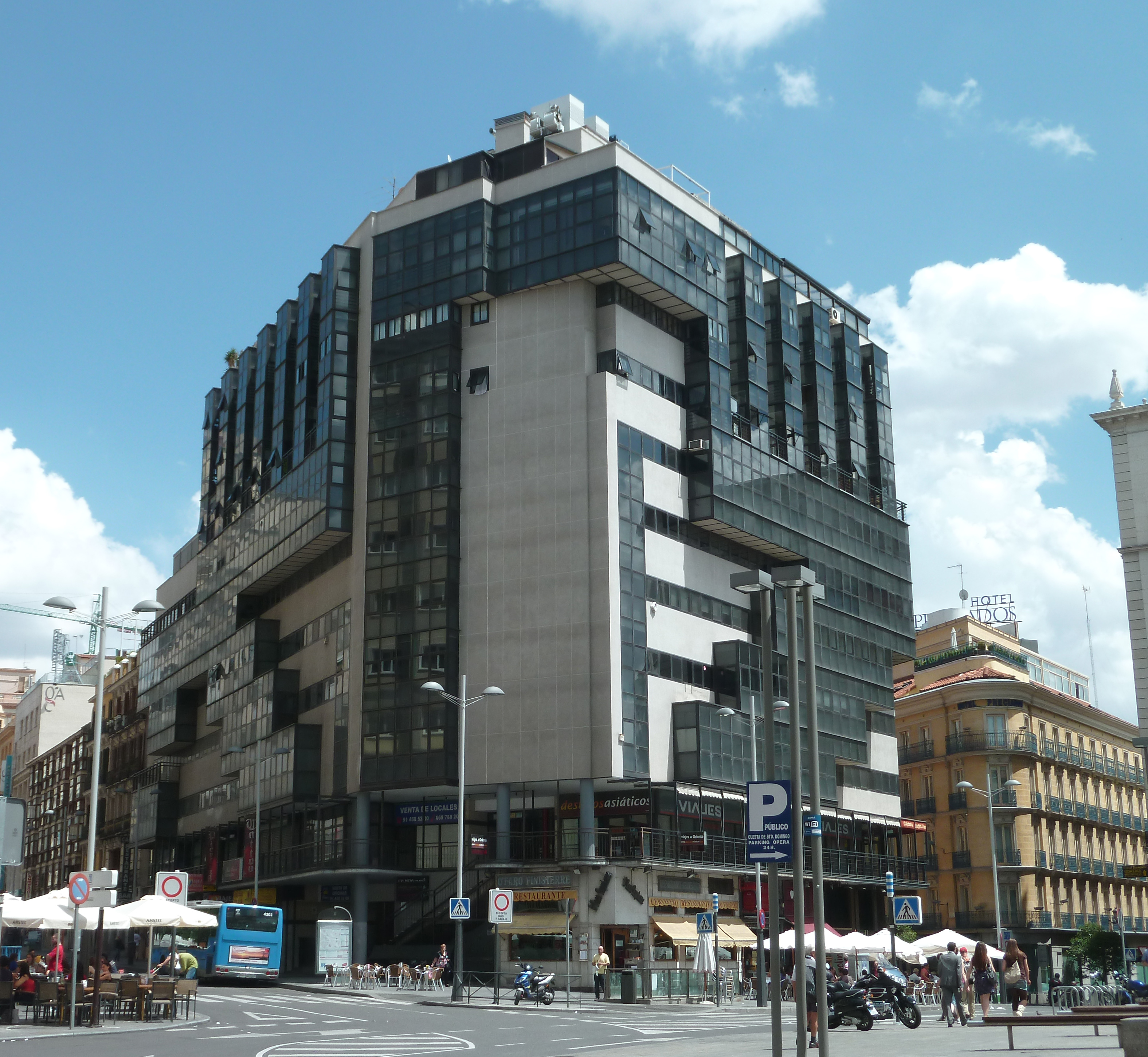
Edificio en Madrid. Desembocadura de la calle de Jacometrezo en la plaza de Santo Domingo.

Juan Daniel Fullaondo Errazu (Bilbao, 4 de marzo de 1936-Madrid, 26 de junio de 1994) fue un arquitecto y docente español.
Estudió en la ETSAM, donde obtuvo el título de arquitecto en 1958. Empezó trabajando como colaborador del arquitecto Sáenz de Oiza. En 1962, recibió el Premio Nacional de Arquitectura, lo que le llevó a abrir su propio estudio un año después. En 1964 presentó su tesis doctoral, y durante estos años impartió clases como profesor en la ETSAM, donde obtuvo la Cátedra de Proyectos Arquitectónicos III en 1986.
Asimismo, en paralelo a la ejecución de proyectos, desarrolló una notable carrera como investigador. Escribió monografías sobre arquitectos españoles contemporáneos, y fue fundador de la publicación “Nueva Forma” en el año 1967, la cual tuvo continuidad hasta 1975, y de la que fue director desde el momento de su fundación hasta 1972.
Desarrolló proyectos de forma conjunta con Eduardo Chillida, con Jorge Oteiza y con Sáenz de Oíza, aunque estos no se llevaron a término.

## Obras destacadas
- Centro cultural de Santurce (1969)
- Instituto Gabriel Aresti. Bilbao (1971)
- Edificio de viviendas en Guecho (1975)
- Plaza de Santo Domingo, Madrid (1977)
- Palacio de Congresos de Granada (1985)
- Edificio de oficinas José María Churruca, Madrid (1990)
- Instituto Gabriel Aresti. Bilbao (1971)
- Palacio de Congresos de Granada (1992)